# Ett fall & en lösning
Ett fall & en lösning är en EP av bob hund som släpptes på CD och vinyl den 8 december 1997. Titelspåret är en cover av Pere Ubus Final Solution.

## Låtlista
1. "Ett fall och en lösning"
2. "Tillbaks på ruta ett"
3. "Rock 'n' roll tar död på mig!"
4. "Nöden kräver handling"
5. "Rock 'n' roll tar död på mig igen"